# Gorgone fellearis
Gorgone fellearis är en fjärilsart som beskrevs av Jacob Hübner 1823. Gorgone fellearis ingår i släktet Gorgone och familjen nattflyn. Inga underarter finns listade i Catalogue of Life.